# Ussoke
Ussoke is een dorp in Tanzania, zo'n zestig kilometer ten westen van Tabora.

## Geschiedenis
In 1916, tijdens de Eerste Wereldoorlog, werd Duits Oost-Afrika binnengevallen door de Force Publique uit Belgisch-Congo. Nadat ze Kigoma hadden veroverd, richtten ze hun pijlen op Tabora. De zuidelijke brigade onder kolonel Frederik Valdemar Olsen rukte op langs de gesaboteerde Tanganjikabahn en bezette op 30 augustus het Duitse station van Ussoke. Schutztruppen deden van 2 tot 6 september een tegenaanval, maar de Force Publique verdedigde Ussoke met succes. 